# Platypelis
Platypelis – rodzaj płazów bezogonowych z podrodziny Cophylinae w obrębie rodziny wąskopyskowatych (Microhylidae).

## Zasięg występowania
Rodzaj obejmuje gatunki występujące endemicznie na Madagaskarze. 

## Systematyka
Rodzaj zdefiniował w 1882 roku belgijsko-brytyjski zoolog George Albert Boulenger w publikacji własnego autorstwa poświęconej spisowi katalogowemu płazów bezogonowych ze zbiorów Muzeum Historii Naturalnej w Londynie. Gatunkiem typowym jest (oznaczenie monotypowe) P. cowanii.

### Etymologia
- Platypelis: gr. πλατυς platus ‘szeroki’[5]; πελις pelis ‘miednica’[6].
- Platyhyla: gr. πλατυς platus ‘szeroki’[5]; rodzaj Hyla Laurenti, 1768[2]. Gatunek typowy (oznaczenie monotypowe): Platyhyla grandis Boulenger, 1889.
- Paracophyla: gr. παρα para ‘blisko’[7]; rodzaj Cophyla Boettger, 1880. Gatunek typowy (oznaczenie monotypowe): Paracophyla tuberculata Millot & Guibé, 1951 (= Platypelis barbouri Noble, 1940).

### Podział systematyczny
Do rodzaju należą następujące gatunki:
- Platypelis alticola (Guibé, 1974)
- Platypelis ando Scherz, Köhler, Vences & Glaw, 2019
- Platypelis barbouri Noble, 1940
- Platypelis cowanii Boulenger, 1882
- Platypelis grandis (Boulenger, 1889)
- Platypelis karenae Rosa, Crottini, Noel, Rabibisoa, Raxworthy & Andreone, 2014
- Platypelis laetus (Rakotoarison, Scherz, Köhler, Ratsoavina, Hawlitschek, Megson, Vences & Glaw, 2020)
- Platypelis mavomavo Andreone, Fenolio & Walvoord, 2003
- Platypelis milloti Guibé, 1950 – drzewik wścibski[8]
- Platypelis olgae Rakotoarison, Glaw, Vieites, Raminosoa & Vences, 2012
- Platypelis pollicaris Boulenger, 1888
- Platypelis puellarum Rakotoarison, Crottini, Müller, Rödel, Glaw & Vences, 2015
- Platypelis ranjomena Glaw, Scherz, Rakotoarison, Crottini, Raselimanana, Andreone, Köhler & Vences, 2020
- Platypelis rava Glaw, Köhler & Vences, 2012
- Platypelis tetra Andreone, Fenolio & Walvoord, 2003
- Platypelis tsaratananaensis Guibé, 1974
- Platypelis tuberifera (Methuen, 1920)